# This Is Where I Came In
Albums de Bee Gees
One Night Only
(1998) Their Greatest Hits: The Record
(2001)
This Is Where I Came In est le dernier album studio des Bee Gees, sorti en 2001. Le trio Gibb retourne aux sources pour composer et produire cet album. "This is where I came in" est une chanson pop-rock qui fait beaucoup penser aux premiers albums du groupe sortis à la fin des années 1960. D'ailleurs, certains titres de l'album sont interprétés par un seul frère, et cette nouvelle prestation des Bee Gees prouve qu'ils ont su depuis le début marquer les époques et les générations de fans. Cet album signe également le dernier chapitre du groupe puisque Maurice Gibb décédera en 2003 mettant ainsi un terme à une carrière de plus de quarante ans avec quelque 200 millions d'albums vendus dans le monde.

## Titres
Toutes les chansons sont de Barry, Robin et Maurice Gibb, sauf mention contraire.
1. This Is Where I Came In – 4:56
2. She Keeps On Coming – 3:57
3. Sacred Trust – 4:53
4. Wedding Day – 4:43
5. Man in the Middle (Maurice Gibb, Barry Gibb) 4:21
6. Déjà Vu – 4:19
7. Technicolor Dreams (Barry Gibb) – 3:04
8. Walking on Air (Maurice Gibb) – 4:05
9. Loose Talk Costs Lives (Barry Gibb) – 4:19
10. Embrace (Robin Gibb) – 4:43
11. The Extra Mile – 4:21
12. Voice in the Wilderness – (Barry Gibb, Ben Stivers, Alan Kendall, Steve Rucker, Matt Bonelli) 4:38

## Musiciens
- Barry Gibb : guitare acoustique (1, 3, 4, 7, 9), chant (1, 3, 4, 7, 9, 11, 12)
- Robin Gibb : chant (1, 2, 4, 6, 10, 11)
- Maurice Gibb : claviers (3-5, 8), guitare acoustique (1-5, 8, 9), chant (5, 8)

Musiciens invités
- Alan Kendall – guitare solo
- Robbie McIntosh – guitare sur 6
- Matt Bonelli – basse sur 4, 7 & 12, basse additionnelle sur 9
- George "Chocolate" Perry – basse sur 1–3, 9, 11 & 13
- Ben Stivers – claviers sur 7, orgue 10
- Steve Rucker – batterie
- Peter-John Vettese – programmation sur 6, 10, 14
- Neil Bonsanti – clarinette sur 7
- Jason Carder – trompette
- Joe Barati – trombone
- Tim Barnes – violon alto
- Hui Fang Chen – violon
- Gustavo Correa – violon
- David Cole – violoncelle